# Verwaltungsgemeinschaft Tangermünde

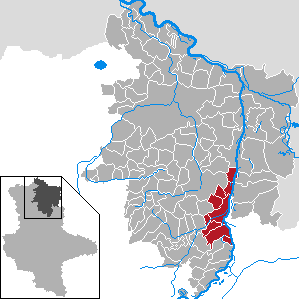
Lage der Verwaltungsgemeinschaft im Landkreis Stendal

In der Verwaltungsgemeinschaft Tangermünde des Landkreises Stendal waren acht Gemeinden zur Erledigung ihrer Verwaltungsgeschäfte zusammengeschlossen.
Die ursprünglich zur Verwaltungsgemeinschaft gehörende Gemeinde Schelldorf wechselte zum 27. Dezember 2007 in die Verwaltungsgemeinschaft Tangerhütte-Land.
Die Verwaltungsgemeinschaft Tangermünde am Südostrand der Altmark umschloss das Gebiet nördlich, westlich und südlich der Stadt Tangermünde in einem Halbkreis. Im Osten bildete die Elbe die Grenze zum Landkreis Jerichower Land. Ihren Sitz hatte die Behörde in der namensgebenden Stadt Tangermünde.
Am 1. Januar 2010 wurde die Verwaltungsgemeinschaft aufgelöst. Die Mitgliedsgemeinden schlossen sich zur Einheitsgemeinde Tangermünde zusammen.
In der Verwaltungsgemeinschaft Tangermünde lebten 11.409 Einwohner (30. Juni 2006) auf einer Fläche von 89,87 km². Letzter Verwaltungsleiter war Rudolf Opitz.

## Ehemalige Mitgliedsgemeinden mit ihren Ortsteilen
- Bölsdorf mit Köckte
- Buch
- Grobleben
- Hämerten
- Langensalzwedel
- Miltern
- Storkau (Elbe) mit Billberge
- Stadt Tangermünde (Trägergemeinde) mit Kehrs Ziegelei und Pappelhof

## Belege
1. ↑  StBA: Gebietsänderungen vom 01. Januar bis 31. Dezember 2010